# Astringete a mme/'O killer 'nnammurato
Astringete a mme/'O killer 'nnammurato, pubblicato nel 1973, è un singolo del cantante italiano Mario Trevi.

## Storia
Il disco contiene due brani inediti di Mario Trevi. I brani rientrano nel genere cosiddetto di giacca e di cronaca, ritornato in voga a Napoli durante gli anni settanta, che faranno rinascere il genere teatrale della Sceneggiata. Il brano Astrignete a mme viene presentato da Trevi alla Piedigrotta: Le nuove Canzoni di Napoli, manifestazione trasmessa dalla Rai nel tentativo di riprendere il Festival di Napoli, sospeso due anni prima. Il brano verrà riproposto nel 1975 al 1º Festival Pirotecnico del Golfo di Napoli.

## Tracce
Lato A
- Astringete a mme (Moxedano-Iglio)

Lato B
- 'O killer 'nnammurato (Moxedano-Iglio)

## Incisioni
Il singolo fu inciso su 45 giri, con marchio Presence (PLP 5074).
Direzione arrangiamenti: M° Tony Iglio.